# Tolgahan Sahin
Tolgahan Sahin (* 10. Oktober 2004 in Kirchdorf an der Krems) ist ein österreichischer Fußballspieler.

## Karriere

### Verein
Sahin begann seine Karriere beim SV Grün-Weiß Micheldorf. Zur Saison 2017/18 wechselte er zum LASK. Im März 2018 wechselte er in die Akademie des FC Red Bull Salzburg, in der er fortan sämtliche Altersstufen durchlief. Nach dreieinhalb Jahren in der Akademie rückte er zur Saison 2021/22 in den Kader des Farmteams FC Liefering.
Sein Debüt für Liefering in der 2. Liga gab er im Juli 2021, als er am ersten Spieltag jener Saison gegen die Kapfenberger SV in der 77. Minute für Mamady Diambou eingewechselt wurde. Insgesamt kam er zu 63 Zweitligaeinsätzen für Liefering. Nach der Saison 2024/25 verließ er Salzburg.

### Nationalmannschaft
Sahin spielte im Oktober 2018 erstmals für eine österreichische Jugendnationalauswahl. Im Oktober 2020 debütierte er gegen Slowenien für die U-17-Mannschaft. Im September 2021 debütierte er gegen Tschechien für die U-18-Mannschaft, in jenem Spiel, das die Österreicher mit 2:1 verloren, erzielte er auch sein erstes Tor in einem Nationalteam.
Im September 2022 gab er gegen Litauen sein Debüt für die U-19-Auswahl.